# Charles Carroll Marden
Charles Carroll Marden  (* 21. Dezember 1867 in Baltimore, Maryland; † 11. Mai 1932 in Princeton, New Jersey) war ein US-amerikanischer Romanist, Hispanist und Mediävist.

## Leben
Marden studierte an der Johns Hopkins University bei Aaron Marshall Elliott. Er promovierte 1894 mit der Arbeit The Phonology of the Spanish dialect of Mexico City (Baltimore 1896; spanisch in: Biblioteca de Dialectología hispanoamericana 4, hrsg. von Pedro Henríquez Ureña, Buenos Aires 1938, S. 87–187) und lehrte bis 1916 an der Johns Hopkins University, ab 1905 als erster Professor für Spanisch in den Vereinigten Staaten. Dann wurde er an die Princeton University auf den neu gegründeten Emery L. Ford Chair of Spanish berufen. Dort war Frederick Courtney Tarr sein Nachfolger. Marden hinterließ eine bedeutende Sammlung altspanischer Texte.

Marden war ab 1907 korrespondierendes Mitglied der Real Academia Española und ab 1922 Ritter im Orden de Isabel la Católica. Er war 1932 Präsident der Modern Language Association.

## Werke
- (Hrsg.) Poema de Fernan Gonçalez, Baltimore 1904
- (Hrsg.) Libro de Apolonio. An old spanish poem, 2 Bde., Princeton, N.J 1917-1922
- (mit Frederick Courtney Tarr) A first Spanish grammar, Boston 1926
- (Hrsg.) Cuatro poemas de Gonzalo de Berceo. Milagros de la Iglesia robada y de Teófilo, y Vidas de Santa Oria y de San Millán, Madrid 1928
- (Hrsg.) Berceo, Veintitrés milagros, Madrid 1929